# Zyprischer Fußballpokal 1965/66
Der Zyprische Fußballpokal 1965/66 war die 24. Austragung des zyprischen Pokalwettbewerbs. Er wurde vom zyprischen Fußballverband ausgetragen. Das Finale fand am 29. Juni 1966 im GSP-Stadion von Nikosia statt.
Pokalsieger wurde Apollon Limassol. Das Team setzte sich im Finale gegen Nea Salamis Famagusta durch. Apollon qualifizierte sich durch den Sieg für den Europapokal der Pokalsieger 1966/67.
Alle Begegnungen wurden in einem Spiel ausgetragen. Bei unentschiedenem Ausgang wurde das Spiel um zweimal 15 Minuten verlängert. Stand danach kein Sieger fest, folgte ein Wiederholungsspiel auf des Gegners Platz.

## Teilnehmer
| First Division (11)                                                                                     | First Division (11)                                                                               | Second Division (2)                |
| --- | ------------------------------------------------------------------------------------------------- | ---------------------------------- |
| - Alki Larnaka - Anorthosis Famagusta - AEL Limassol - APOEL Nikosia - Apollon Limassol - Aris Limassol | - EPA Larnaka - Nea Salamis Famagusta - Olympiakos Nikosia - Omonia Nikosia - Pezoporikos Larnaka | - APOP Paphos - Keravnos Strovolou |

## 1. Runde
Die Spiele fanden am 4. Juni 1966 statt.
|                       | Ergebnis |                    |
| --------------------- | -------- | ------------------ |
| Anorthosis Famagusta  | 7:0      | EPA Larnaka        |
| APOEL Nikosia         | 1:2      | Apollon Limassol   |
| Aris Limassol         | 4:1      | Keravnos Strovolou |
| Olympiakos Nikosia    | 6:1      | AEL Limassol       |
| Pezoporikos Larnaka   | 2:1      | Omonia Nikosia     |
| Alki Larnaka          | Freilos  |                    |
| APOP Paphos           | Freilos  |                    |
| Nea Salamis Famagusta | Freilos  |                    |

## Viertelfinale
|                      | Ergebnis  |                       |
| -------------------- | --------- | --------------------- |
| Anorthosis Famagusta | 7:0       | Alki Larnaka          |
| Apollon Limassol     | 5:1       | APOP Paphos           |
| Aris Limassol        | 1:1 n. V. | Nea Salamis Famagusta |
| Pezoporikos Larnaka  | 0:1       | Olympiakos Nikosia    |

### Wiederholungsspiel
|                       | Ergebnis |               |
| --------------------- | -------- | ------------- |
| Nea Salamis Famagusta | 8:0      | Aris Limassol |

## Halbfinale
|                       | Ergebnis |                      |
| --------------------- | -------- | -------------------- |
| Apollon Limassol      | 2:1      | Olympiakos Nikosia   |
| Nea Salamis Famagusta | 1:0      | Anorthosis Famagusta |

## Finale
| Paarung               | Apollon Limassol – Nea Salamis Famagusta |
| Ergebnis              | 4:2 (2:2) |
| Datum                 | 26. Juni 1966 |
| Stadion               | GSP-Stadion, Nikosia |
| Tore                  | 0:1 Kotrofos (15.) 1:1 Panikos Giolitis (33.) 2:1 Antros (40.) 2:2 Orphanidis (45.) 3:2 Antonis Panagidis (60.) 4:2 Paniko Krystallis (72.)                               |
| Apollon Limassol      | Evagoras Vasiliou – Fassoulis, Andreas Georgiou – Kavazis, Gavalas, Andreas Themistokleous – Antros, Panikos Giolitis, Krystallis, Kostas Vassiliadis, Antonis Panagidis. |
| Nea Salamis Famagusta | Varnavas – Antis, Sialos – Yeros, Orfanidis, Antonis Kyriakou – Pitsiaoulos, Katsianis, Kotrofos, Konteatis, Panikos.                                                     |